# Arnaldo Andreoli
Arnaldo Andreoli (født 6. august 1893, død 2. december 1952) var en italiensk gymnast, som deltog i OL 1920 i Antwerpen. 
Andreoli stillede ved OL 1920 op i mangekamp for hold. I holdkampen, der var på programmet for anden og sidste gang, var han med til at sikre, at italienerne vandt guld. De opnåede 359,855 point, mens Belgien på andenpladsen fik 346,765 point og Frankrig på tredjepladsen 340,100 point.